# Valle del Mantaro
La Valle del Mantaro  o Valle de Jauja è una valle fluviale interandina in Perù, formata dal fiume Mantaro e situata nella regione andina meridionale del dipartimento di Junín a est di Lima, nel centro della Cordigliera Centrale. Le province della valle sono: Jauja, Concepción, Huancayo, Chupaca.

## Clima
- Caldo e asciutto
- Precipitazioni annuali di 760 mm

## Flora

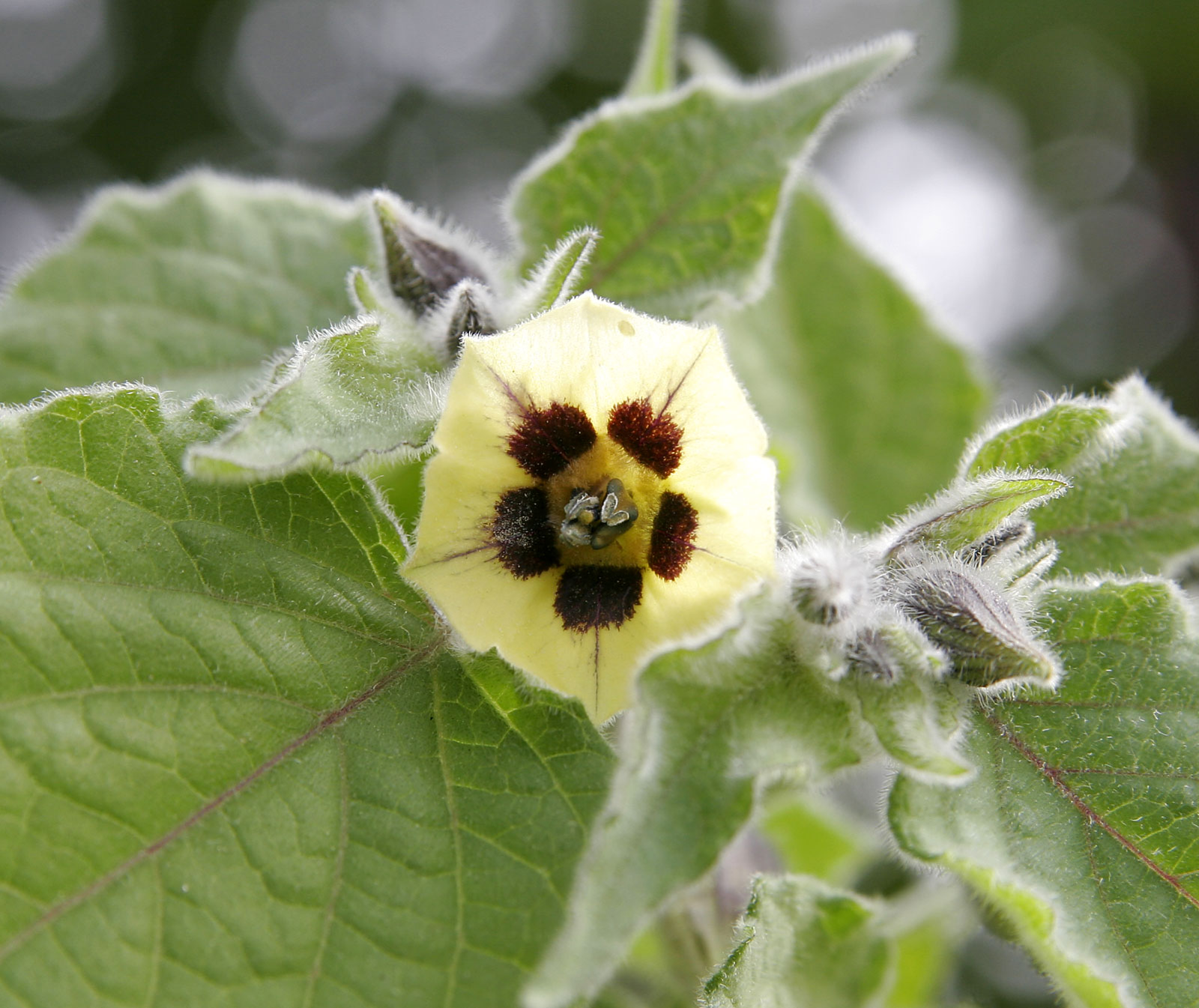
Fiore dell'aguaymanto (Physalis pubescens).

Gli alberi principali della zona includono il queñual ( Polylepis spp. ), il quishuar ( Buddleia incana ), l'ontano (Alnus jorullensis), il pepe rosa ( Schinus molle ), la tara (Caesalpinia spinosa) e l'eucalipto ( Eucalyptus globulus ), l'ultimo introdotto.
I principali cespugli presenti nella zona sono il chinchilcoma (Mutisia viciaefolia), il marco (Ambrosia peruviana), la dodonea (Dodonea viscosa), la ginestra odorosa (Spartium junceum, introdotta dalla Spagna), il tanquis o mutuy (Cassia spp.) e la chilca negra (Fluorencia macrophylla).
Tra le piante coltivate abbiamo la patata, il mais, la cipolla, il carciofo, la fava, il grano, l'orzo, l'avena, il cavolo, la zucca, la lattuga, la carota, il pisello, la barbabietola, il sedano e il porro, tra gli altri.
Gli alberi da frutto presenti nella zona sono il tumbo ( Passiflora mollisima ), l'uciuva (Physalis pubescens), il ciliegio (Prunus serotina), il melo, il pesco, il fico, il susino e il nespolo giapponese, tra gli altri.
I fiori più diffusi nella zona sono la cantuta (Cantua buxifolia), la rosa, il garofano, il fucsia, il papavero dorato e molti altri.

## Fauna

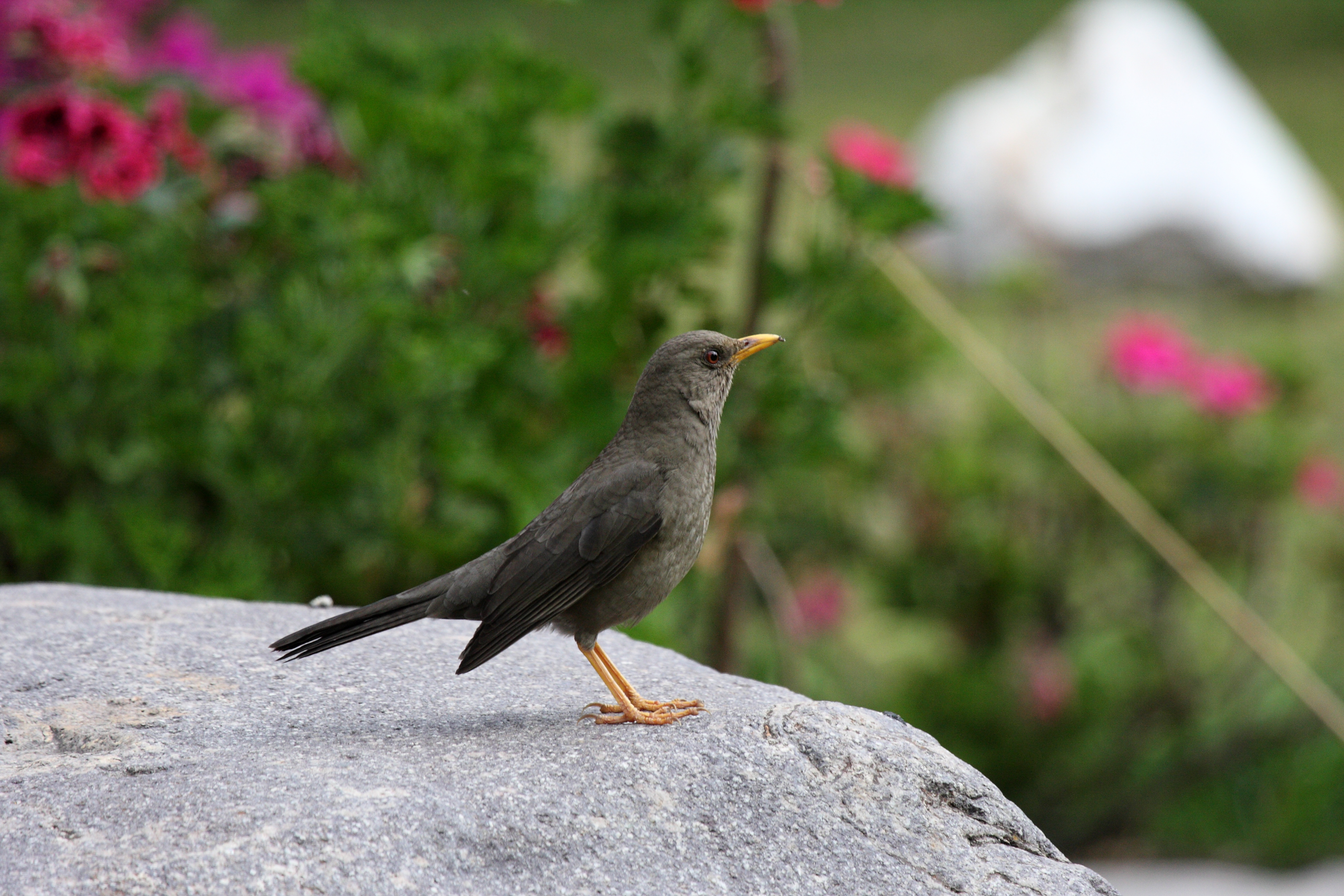
Un tordo di chiguanco (Turdus chiguanco).

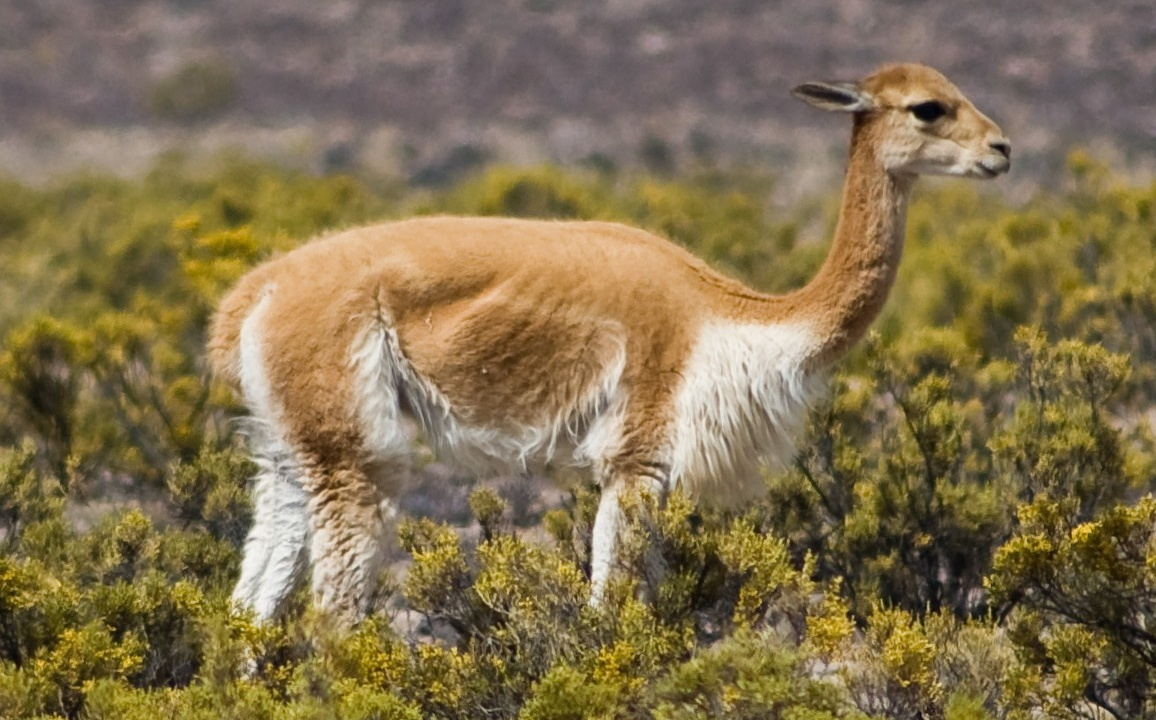
Un vigogna (Vicugna vicugna).

Nella zona della Valle del Mantaro ci sono molti volatili selvatici, come la tortora (Metriopelia melanoptera), la pernice (Nothoprocta pentlandii), il tordo di chiguanco (Turdus chiguanco), il passero, il cardellino, il colibrì, l'anatra selvatica, l'oca delle Ande (Chloephaga melanoptera) o il gabbiano (Larus serranus).
Alcuni mammiferi selvatici della zona sono la puzzola (Conepatus chinga), il cervo (Odocoileus virginianus), la vigogna (Vicugna vicugna), la discaccia (Lagidium peruanum) e il gatto selvatico (Oncifelis colocolo).

## Popolazione
La popolazione di tutta la valle è di approssimativamente 1 milione di abitanti.

## Turismo

### Spazi naturali
- Torre Torre

### Siti archeologici
- Arhuaturo
- Umacoto (Sicaya)
- Coto Coto
- Hatunmalca
- Huacllimarca
- Huajlasmarca
- Huancas
- Huarivilca
- Pueblo Viejo
- Shucushmarca
- Quinlliyoc.
- Tunanmarca.
- Umpamalca.
- Watury (Huachac).
- Milenaria Rovine di Sichriacuto (Pucucho)
- Salesiano Santa Rosa (Museo Storico)